# Вечкідеєво
Вечкіде́єво (рос. Вечкидеево, ерз. Вичкидеево) — присілок у складі Теньгушевського району Мордовії, Росія. Входить до складу Теньгушевського сільського поселення.
Населення — 171 особа (2010; 199 у 2002).
Національний склад (станом на 2002 рік):
- росіяни — 96 %

Стара назва — Вічкідеєво.